# Pokeno Waterfalls
Die Pokeno Waterfalls (auch bekannt als Lethams Stream Waterfall) sind ein Wasserfall in der Ortschaft Pokeno südöstlich von Pukekohe in der Region Waikato auf der Nordinsel Neuseelands. Er liegt im Lauf des Leathams Stream, der südlich von Pokeno in den Waikato River mündet. Seine Fallhöhe über zwei Kaskaden beträgt etwa 6 Meter.
Von einem Parkplatz gegenüber dem Abzweig der Lorie Lane von der Te Ara Aukati Terrace führt ein Wanderweg in rund 5 Gehminuten zum Wasserfall.